# Đồ họa raster

Hình khuôn mặt cười ở góc trên cùng bên trái là hình ảnh raster. Khi phóng to, các pixel riêng lẻ xuất hiện dưới dạng hình vuông. Mở rộng hơn nữa, chúng có thể được phân tích, với màu sắc của chúng được xây dựng bằng cách kết hợp các giá trị cho màu đỏ, xanh lá cây và xanh dương.

Trong đồ hoạ máy tính, một hình ảnh đồ hoạ raster hay bitmap là cấu trúc dữ liệu ma trận điểm đại diện cho lưới pixel hình chữ nhật nói chung (các điểm màu), có thể thấy được thông qua màn hình, giấy hoặc phương tiện hiển thị khác. Các hình ảnh raster được lưu trữ trong các tệp hình ảnh với các định dạng khác nhau.
Một bitmap là một lưới các pixel hình chữ nhật, với mỗi màu của pixel được chỉ định bởi một số bit. Một bitmap có thể được tạo để lưu trữ trong bộ nhớ video của màn hình hoặc dưới dạng tệp bitmap độc lập với thiết bị. Một raster được đặc trưng về mặt kỹ thuật bởi chiều rộng và chiều cao của hình ảnh tính bằng pixel và theo số bit trên mỗi pixel (hoặc độ sâu màu, xác định số lượng màu sắc mà nó đại diện).
Các ngành công nghiệp in ấn và chế bản biết tới đồ họa raster như contones (bắt nguồn từ continuous tones nghĩa là "các màu sắc tiếp nối"). Ngược lại với contones là "vẽ nét đơn", thường được triển khai dưới dạng đồ họa vector trong các hệ thống kỹ thuật số. Hình ảnh vector có thể được trải qua quá trình tạo điểm ảnhVector images can be (rasterisation), chuyển đổi thành pixel và hình ảnh raster được vector hóa (hình ảnh raster được chuyển đổi thành đồ họa vector) bằng phần mềm. Trong cả hai trường hợp, một số thông tin sẽ bị mất, mặc dù các hoạt động vector hóa nhất định có thể tạo lại thông tin nổi bật, như trong trường hợp nhận dạng ký tự quang học.

## Ứng dụng

### Màn hình máy tính
Hầu hết các máy tính hiện đại có màn hình bitmap, nơi mà mỗi điểm ảnh trên màn hình tương ứng trực tiếp đến một số lượng nhỏ các bit trong bộ nhớ.  Các màn hình được làm mới chỉ đơn giản bằng cách quét qua các pixel và tô màu chúng theo từng bộ các bit. Trong trường hợp khác, một đơn vị xử lý đồ họa được sử dụng để thay thế. Màn hình quét ban với đồ họa raster sớm nhất được phát minh vào những năm cuối thập niên 1960 bởi A. Michael Noll tại Bell Labs, nhưng đơn xin cấp bằng sáng chế nộp từ ngày 5/2/1970 đã bị bỏ quên tại Toà án tối cao đến năm 1977.

### Lưu trữ hình ảnh
Hầu hết các hình ảnh máy tính được lưu trữ trong các định dạng đồ họa raster hoặc các biến thể nén, bao gồm GIF, JPEG, và  PNG, và phổ biến trên World Wide Web.
Đồ họa raster ba chiều voxel được sử dụng trong các trò chơi video và cũng được sử dụng trong chẩn đoán hình ảnh như máy quét MRI.

### Hệ thống thông tin địa lý (GIS)
Chương trình GIS thường được sử dụng rasters mã hoá dữ liệu địa lý trong các giá trị điểm ảnh cũng như các địa điểm pixel.

## Độ phân giải

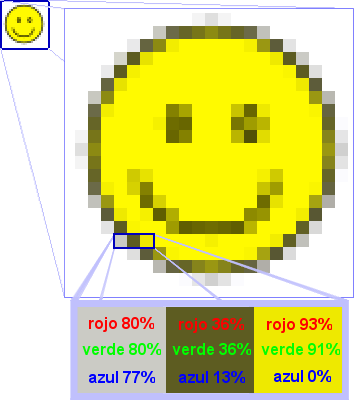

Đồ họa Raster có độ phân giải phụ thuộc, nghĩa là chúng không thể phóng lên tới một độ phân giải tùy ý mà không làm giảm chất lượng rõ ràng. Thuộc tính này trái ngược với khả năng của đồ họa vector, vốn cho phép thu phóng lên bất kỳ kích cỡ nào. Đồ họa Raster xử lý tốt hơn đồ họa vector với những ảnh chụp và ảnh thực tế, trong khi đồ họa vector thường phục vụ tốt hơn cho sắp chữ hoặc cho thiết kế đồ họa. máy tính màn hình hiện đại thường hiển thị khoảng 72-130 điểm ảnh trên mỗi inch (PPI), và một số máy in của người tiêu dùng hiện đại có thể giải quyết 2.400 dots per inch (DPI) hoặc cao hơn; xác định độ phân giải hình ảnh thích hợp nhất cho một máy in có độ phân giải cố định có thể gây ra những khó khăn, kể từ khi sản lượng in có thể có một mức độ lớn hơn chi tiết hơn so với một người xem có thể thấy rõ trên màn hình. Thông thường, độ phân giải 150 đến 300 PPI hoạt động tốt cho quá trình in 4 màu (CMYK).
Tuy nhiên, với công nghệ in mà thực hiện pha trộn màu sắc thông qua dithering(halftone) hơn là thông qua in đè (hầu như tất cả máy in phun và in laser tại gia đình và văn phòng), máy in DPI và hình ảnh PPI có một ý nghĩa rất khác nhau, và điều này có thể gây hiểu nhầm. Bởi vì, thông qua quá trình phối màu, máy in xây dựng một điểm ảnh duy nhất ra khỏi một số chấm máy in để tăng độ sâu màu, thiết lập DPI của máy in phải được đặt cao hơn so với PPI mong muốn để đảm bảo độ sâu màu đủ mà không bị mất độ phân giải hình ảnh. Vì vậy, ví dụ, in hình ảnh ở mức 250 PPI có thể thực sự đòi hỏi một thiết lập máy in 1200 DPI..

## Trình chỉnh sửa ảnh dựa trên Raster
Trình chỉnh sửa ảnh dựa trên Raster, như Painter, Photoshop, Paint.NET, Microsoft Paint, và GIMP, xoay quanh việc chỉnh sửa các pixels, không giống như các trình chỉnh sửa ảnh dựa trên Vector, như Xfig, CorelDRAW, Adobe Illustrator, hay Inkscape, xoay quanh chỉnh sửa đường và hình thể (vector). Khi một hình ảnh được kết xuất trong một trình biên tập hình ảnh dựa trên raster, các hình ảnh được bao gồm hàng triệu pixel. Tại cốt lõi của nó, một biên tập hình ảnh raster hoạt động bằng cách thao tác với từng điểm ảnh riêng biệt. Hầu hết các điểm ảnh dựa trên các biên tập hình ảnh công việc bằng cách sử dụng mô hình màu RGB, nhưng một số cũng cho phép việc sử dụng các mô hình màu khác như các mô hình màu CMYK.